# Francesc Bussot i Garreta
Francesc Bussot i Garreta   (Palafrugell, 21 de maig de 1909 - Palafrugell, 3 de juliol de 1999) fou un futbolista català de les dècades de 1920 i 1930.

## Trajectòria
Francesc Bussot jugava a la posició de defensa. Defensà els colors del FC Palafrugell des de 1927. La temporada 1928-29 fitxà pel FC Barcelona, club amb el qual debutà el 24 de febrer de 1929 en un partit enfront de la Reial Societat. Aquesta primera temporada al club guanyà la lliga espanyola, malgrat només jugà dos partits de lliga. La següent temporada jugà pocs partits, la majoria amistosos, guanyant el Campionat de Catalunya. L'any 1930 abandonà el Barça per ingressar al CE Júpiter. El bon nivell mostrat al club gris-grana el dugué al RCD Espanyol, on jugà la temporada 1931-32, disposant de pocs minuts, ja que jugà principalment a l'equip reserva. Abans d'acabar la temporada passà a formar part del Girona FC, on hi jugà diverses temporades fins a 1935. A continuació, després de jugar algun amistós amb el FC Palafrugell fitxà per la US Figueres. Acabada la Guerra Civil encara jugà al Llevant UE.

## Palmarès
- Campionat de Catalunya de futbol:
  - 1929-30
- Lliga espanyola:
  - 1928-29